# NGC 707/2
NGC 707/2 је галаксија у сазвежђу Кит која се налази на NGC листи објеката дубоког неба.
Деклинација објекта је - 8° 30' 25" а ректасцензија 1h 51m 27,6s. Привидна величина (магнитуда) објекта NGC 707 износи 14,0 а фотографска магнитуда 15,0. NGC 7072 је још познат и под ознакама MCG -2-5-63.